# Net Promoter
Il Net Promoter o Net Promoter Score o in acronimo NPS è uno strumento di gestione che può essere usato per valutare la fedeltà in una relazione impresa-cliente.
È un'alternativa alla tradizionale ricerca di soddisfazione del cliente ed è a volte correlata con la crescita dei ricavi.
Questo strumento è una metrica sviluppata (e protetta dal marchio trademark) da Fred Reichheld, Bain & Company e Satmetrix.
Fu introdotto da Reichheld nell'articolo di Harvard Business Review del 2003, scritto da lui stesso: "One Number You Need to Grow".
Il NPS può assumere valori tra -100 e +100; a -100 indica che sono tutti detrattori mentre a +100 che sono tutti promotori della società.

## Funzionamento
L'NPS è un indicatore che misura la proporzione di “promotori” di un prodotto, marca o servizio, rispetto ai “detrattori”. Il numero può andare da -100 (tutti sono detrattori) a +100 (tutti sono promotori). Il NPS si basa su un’unica domanda da sottoporre a chi ha utilizzato il servizio: "Con quale probabilità consiglieresti questo prodotto/servizio/sito a un amico o a un collega?"
Le risposte fornite dai clienti sono classificate come segue:
- 0-6 = Detrattori: clienti insoddisfatti che potrebbero danneggiare il brand attraverso un passaparola negativo.
- 7-8 = Passivi: clienti soddisfatti ma indifferenti, che non generano passaparola di alcun tipo e non consigliano né sconsigliano l'azienda e per questo considerati "neutri" nel calcolo dell'NPS.
- 9-10 = Promotori: clienti felici che riacquisteranno il prodotto e lo consiglieranno ad altre persone.

Il Net Promoter Score viene calcolato sottraendo la percentuale di detrattori alla percentuale di promotori ottenuta, e moltiplicando tale risultato per 100. Il risultato quindi non viene espresso in punti percentuale, ma come numero assoluto, con un valore minimo pari a -100 ed un valore massimo pari a + 100.
Dunque la formula è:
NPS = (% Promotori - % Detrattori)

## Previsione della fedeltà dei clienti
L’obiettivo principale della metodologia di valutazione del Net Promoter Score (NPS) è trarre conclusioni sulla fedeltà dei clienti (come indicato da acquisti ripetuti e raccomandazioni) nei confronti di un prodotto, servizio, marchio o azienda, basandosi sulle risposte dei intervistati a una singola domanda del sondaggio. L’utilizzo della valutazione NPS in aggiunta ai tassi di mantenimento dei ricavi e ai tassi di fidelizzazione dei clienti può fornire preziose informazioni sui clienti e può garantire una migliore predittività delle metriche di fedeltà dei clienti. Le metriche di monitoraggio del brand sono strumenti preziosi per comprendere e migliorare la salute del marchio. Questi dati permettono di prendere decisioni informate, identificare aree di miglioramento e sfruttare i punti di forza del brand. E l’NPS è una delle metriche chiave per la salute del marchio.
Poiché si basa sulle risposte a una singola domanda del sondaggio, la validità e l’affidabilità dell’NPS di qualsiasi azienda dipendono infine dalla raccolta di un gran numero di valutazioni da parte di singoli utenti. Tuttavia, i sondaggi di ricerca di mercato vengono solitamente distribuiti via email e negli ultimi anni il tasso di risposta a tali sondaggi è costantemente diminuito. In risposta alle critiche al Net Promoter Score, i sostenitori di questo approccio affermano che la domanda sulla “raccomandazione” ha lo stesso potere predittivo di altre metriche, ma presenta una serie di vantaggi pratici rispetto ad altre metriche più complesse. I sostenitori sostengono inoltre che le analisi basate su dati esterni sono inferiori a quelle che le aziende conducono sui propri set di clienti e che i vantaggi pratici dell’approccio (inclusi il sondaggio breve, il concetto semplice da comunicare e la capacità delle aziende di monitorare i clienti) superano la possibile inferiorità statistica rispetto ad altre metriche.

## Critiche
Sebbene il Net Promoter Score abbia guadagnato popolarità tra i dirigenti aziendali ed è considerato uno strumento ampiamente utilizzato per misurare la fedeltà dei clienti nella pratica, ha anche suscitato dibattiti nel mondo accademico e nella ricerca di mercato. Le critiche scientifiche hanno messo in discussione se l’indice NPS sia effettivamente un affidabile predittore della crescita dell’azienda. Altri ricercatori hanno osservato che non esistono prove empiriche che la domanda sulla “probabilità di raccomandare” sia un miglior indicatore della crescita aziendale rispetto ad altre domande sulla fedeltà del cliente (ad esempio la soddisfazione complessiva, la probabilità di riacquisto, ecc.) e che la domanda sulla “probabilità di raccomandare” non misuri nulla di diverso rispetto ad altre domande tradizionali correlate alla fedeltà.
Un ulteriore problema con l’NPS è che non fornisce una comprensione dettagliata delle problematiche specifiche né identifica aree precise di miglioramento. Inoltre, vi è il timore di un potenziale bias, poiché l’NPS tende a concentrarsi sugli estremi e a sminuire i clienti passivi.